# Steve Carr
Steve Carr er en amerikansk filminstruktør, musikvideo instruktør og filmproducer.

## Karriere
Kort tid efter sin eksamen fra SVA, overbeviste CarrRussell Simmons om at lade ham designe alle albumomslag på Def Jam Records. Carr begyndte at instruere musikvideoer, herunder Jay-Z's Hard Knock Life (Ghetto-Anthem).
Efter at have instrueret en række musikvideoer, ansatte Ice Cube, Carr til at instruere efterfølgeren til sin film Friday. Komediefilmen Next Friday, var Carr's første spillefilm. Han instruerede efterfølgende filmene Dr. Dolittle 2, Daddy Day Care, Are We Done Yet?, Rebound, og Centervagten. Han har også instrueret et segment i Filmens 43 og produceret tv-filmen Santa Baby fra 2016 med Jenny McCarthy, dens efterfølger Santa Baby 2: Christmas Maybe, og var på et tidspunkt hyret til at instruere National Security med Martin Lawrence og Steve Zahn i hovedrollerne.